# Ansjovis

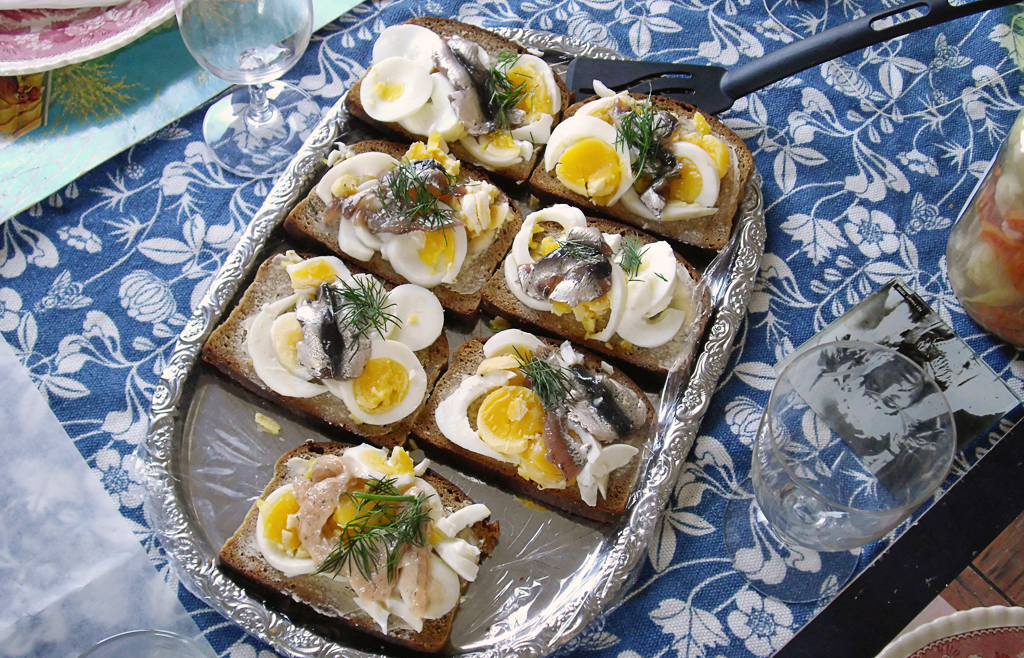
Ansjovissmörgåsar.

El ansjovis es una conserva enlatada de pescado que en Escandinavia suele prepararse con espadín (Sprattus sprattus), llamado allí skarpsill o bristling. El pescado se adereza y se guarda de 4 a 6 semanas antes de enlatarlo. Se filetea, sala y adereza de forma especial, incluyendo canela.
El ansjovis suele consumirse en bocadillos junto con mantequilla y huevo duro; o acompañado de patatas cocidas. También suele usarse junto con alcaparras como guarnición de chuletas a la vienesa o Wiener schnitzel, y especialmente en el plato típico sueco Janssons frestelse, por su intenso sabor.
- Datos: Q443259

Engraulidae

Anchoa